# Джеймс Мейнард
Джеймс Аллан Мейнард (9 червня 1987 , Челмсфорд ) — британський математик, який працює в галузі аналітичної теорії чисел і, зокрема, теорії простих чисел. У 2017 році він був призначений професором-дослідником в Оксфорді. Мейнард є стипендіатом коледжу Святого Джона в Оксфорді. У 2022 році нагороджений медаллю Філдса.

## Біографія
Мейнард відвідував гімназію короля Едуарда VI у Челмсфорді в Челмсфорді, Англія. Після здобуття ступенів бакалавра та магістра в Квінс-коледжі. Потім він став стипендіатом за іспитом у коледжі Магдалини в Оксфорді.
У 2013–2014 роках Мейнард був постдокторським дослідником CRM-ISM в Університеті Монреаля.
У листопаді 2013 року Мейнард дав інший доказ теореми Ітан Чжана про те, що між простими числами існують обмежені проміжки, і розв’язав давню гіпотезу, показавши, що для будь-якого {\displaystyle m} існує нескінченна кількість інтервалів обмеженої довжини, що містять {\displaystyle m} прості числа. Цю роботу можна розглядати як прогрес у Харді–Літлвуді {\displaystyle m}-кортежна гіпотеза, оскільки вона встановлює, що "додатна частка допустимого {\displaystyle m} -кортежі задовольняють простий {\displaystyle m} гіпотеза кортежів для кожного {\displaystyle m}."  Підхід Мейнарда дав верхню межу, з {\displaystyle p_{n}} позначаючи {\displaystyle n}  просте число,
{\displaystyle \liminf _{n\to \infty }\left(p_{n+1}-p_{n}\right)\leq 600,}
який значно покращився порівняно з найкращими існуючими межами завдяки проекту Polymath8. Крім того, припускаючи гіпотезу Елліотта–Галберстама та, окремо, її узагальнену форму, вікі проекту Polymath стверджує, що розмір розриву було зменшено до 12 і 6 відповідно.
У серпні 2014 року Мейнард (незалежно від Форда та Тао) розв’язав давню гіпотезу Ердеша про великі проміжки між простими числами та отримав найбільший приз Ердеша ($10 000), який будь-коли пропонувався.
У 2014 році він отримав премію SASTRA Ramanujan Prize. У 2015 році він отримав премію Уайтхеда , а в 2016 році — премію EMS.
У 2016 році він показав, що для будь-якої заданої десяткової цифри існує нескінченна кількість простих чисел, які не мають цієї цифри в десятковому розкладі.
У 2019 році разом з Дімітрісом Кукулопулосом він довів гіпотезу Даффіна –Шеффера.
У 2020 році у спільній роботі з Томасом Блумом він покращив найвідомішу межу для множин без квадратних різниць, показавши, що множина {\displaystyle A\subset [N]} без квадратної різниці має розмір не більше {\displaystyle {\frac {N}{(\log N)^{c\log \log \log N}}}} для деяких {\displaystyle c>0}.
Мейнард був нагороджений медаллю Філдса 2022 року за «внесок в аналітичну теорію чисел, який призвів до значного прогресу в розумінні структури простих чисел і в діофантовому наближенні».

## Нагороди та визнання
- 2014: премія SASTRA Ramanujan[28]
- 2015: 
  - премія Вайтгеда
  - науковий співробітник Клея[29]
- 2016: премія Європейського математичного товариства
- 2018: запрошений доповідач на Міжнародному конгресі математиків (проміжки між простими числами)
- 2020: премія Коула з теорії чисел  року
- 2022: медаль Філдса за «внесок в аналітичну теорію чисел, який призвів до важливих успіхів у розумінні структури простих чисел і в діофантовому наближенні»[30]
- 2023: премія «Нові горизонти в математиці»

## Особисте життя
Мейнард народився 10 червня 1987 року в Челмсфорді, Англія. Його напарниця — лікар Елеонор Грант.